# Cuenotia
Cuenotia é um gênero botânico da família Acanthaceae

## Espécie
Cuenotia speciosa

## Nome
Cuenotia Rizzini